# Paraquedas
Exemplo de um paraquedas moderno em uso.
Paraquedas (pré-AO 1990: pára-quedas) é um dispositivo que permite diminuir a velocidade de uma pessoa na atmosfera usando um arrasto que é criado. Normalmente um paraquedas é feito de tecido leve e forte de nylon, originalmente de seda. Dependendo da situação, paraquedas são usados com uma variedade de cargas, incluindo as pessoas, alimentos, equipamentos, cápsulas espaciais e bombas.

## História

### A história do paraquedas

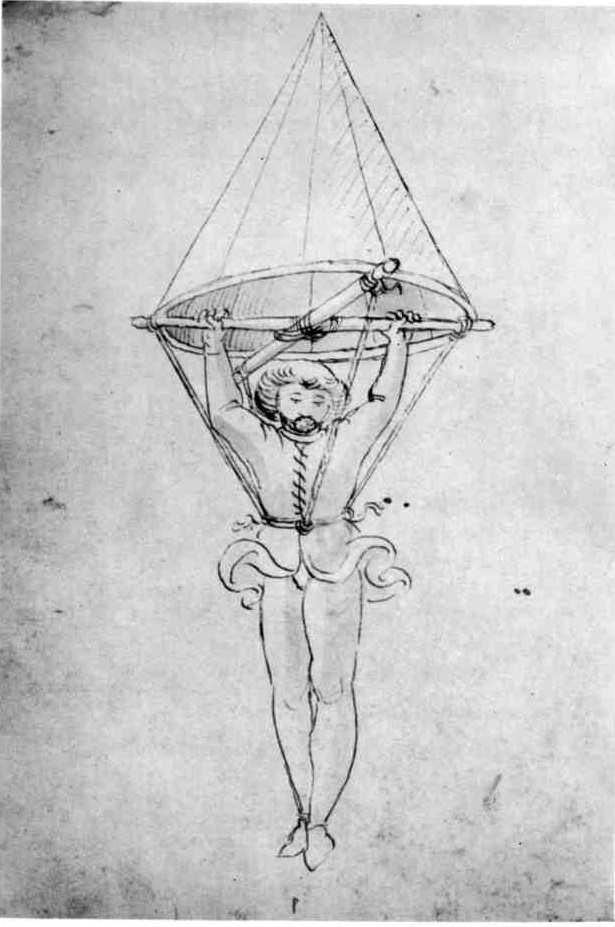
A mais antiga descrição de um paraquedas de um autor anônimo, British Museum Add. MSS 34,113, fol. 200v

Segundo a literatura, o paraquedismo começou na China, há 2000 anos. A primeira tentativa foi a construção de um tipo de guarda-chuva que usavam para pular de torres e penhascos. Em 852 d.C. em Córdova, na Andaluzia, um muçulmano chamado Armen Firman, construiu asas para planar, pulando de uma torre. Armen pousou com pequenos ferimentos, graças à sustentação que a sua asa lhe conseguiu dar.
O primeiro indício para o paraquedas verdadeiro vem do mundo ocidental e remonta ao período da Renascença. O projeto mais antigo do paraquedas aparece em um manuscrito anônimo da década de 1470 da Itália Renascentista, mostrando um homem livre pendurado segurando um quadro de barra transversal conectado a uma cobertura cónica. Como medida de segurança, quatro cintas descem a partir das extremidades das hastes com um cinto. O design é uma melhoria acentuada em detrimento de outro folio que retrata um homem que tenta quebrar a força de sua queda por meio de duas fitas de pano longa presa a duas barras que ele agarra com as mãos. Embora a área de superfície do desenho do paraquedas parece ser pequeno demais para oferecer resistência eficaz ao atrito do ar e a base de madeira é supérfluo e, potencialmente, prejudicando, o caráter revolucionário do novo conceito é óbvio.
Apenas um pouco mais tarde, um paraquedas mais sofisticado foi esboçado pelo sábio Leonardo da Vinci datado de 1485. Aqui, a escala do paraquedas está em uma proporção mais favorável para o peso do saltador. A cobertura de Leonardo foi mantida aberta pela uma moldura quadrada de madeira, que altera a forma do paraquedas de cônica a piramidal. Não se sabe se o inventor italiano foi influenciado pelo projeto anterior, mas ele pode ter aprendido sobre a ideia através da comunicação intensiva oral entre engenheiros-artistas da época. A viabilidade do projeto piramidal de Leonardo foi testada com sucesso em 2000 pelo inglês Adrian Nicholas e novamente em 2008 por outro paraquedista. Segundo o historiador da tecnologia Lynn White, estes projetos cônicos e piramidais, muito mais elaborados do início saltos artísticos com guarda-sóis rígida na Ásia, marca a origem de "paraquedas como a conhecemos".
O inventor Fausto Veranzio (1551-1617), da República de Veneza, examinou um esboço de paraquedas de Da Vinci, e partiu para programar um de seus próprios. Manteve a moldura quadrada, mas substituiu a cobertura de com um pedaço saliente de algo semelhante à vela de pano que ele veio a perceber a desacelerar a queda de forma mais eficaz. A representação agora famosa de um paraquedas que ele apelidou de Homo Volans (homem voador) apareceu em seu livro sobre mecânica em 1595, ao lado de uma série de outros dispositivos e conceitos técnicos. Em 1617, Veranzio programou o seu projeto e testou o paraquedas, saltando de uma torre em Veneza.

### Paraquedas modernos

#### Meados do Século XVIII e XIX

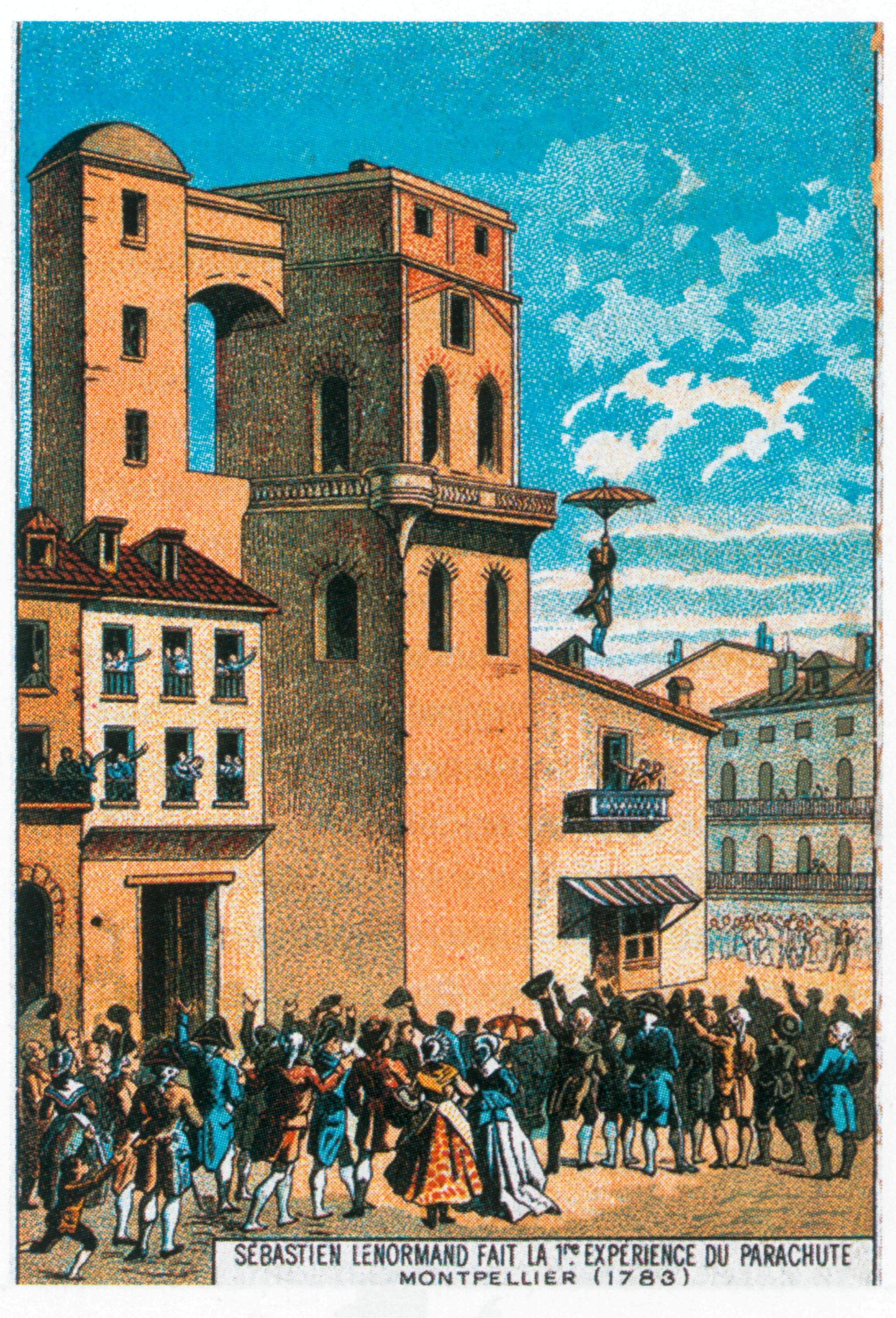
Louis-Sébastien Lenormand salta da torre do observatório Montpellier, 1783. Ilustração do final do século XIX

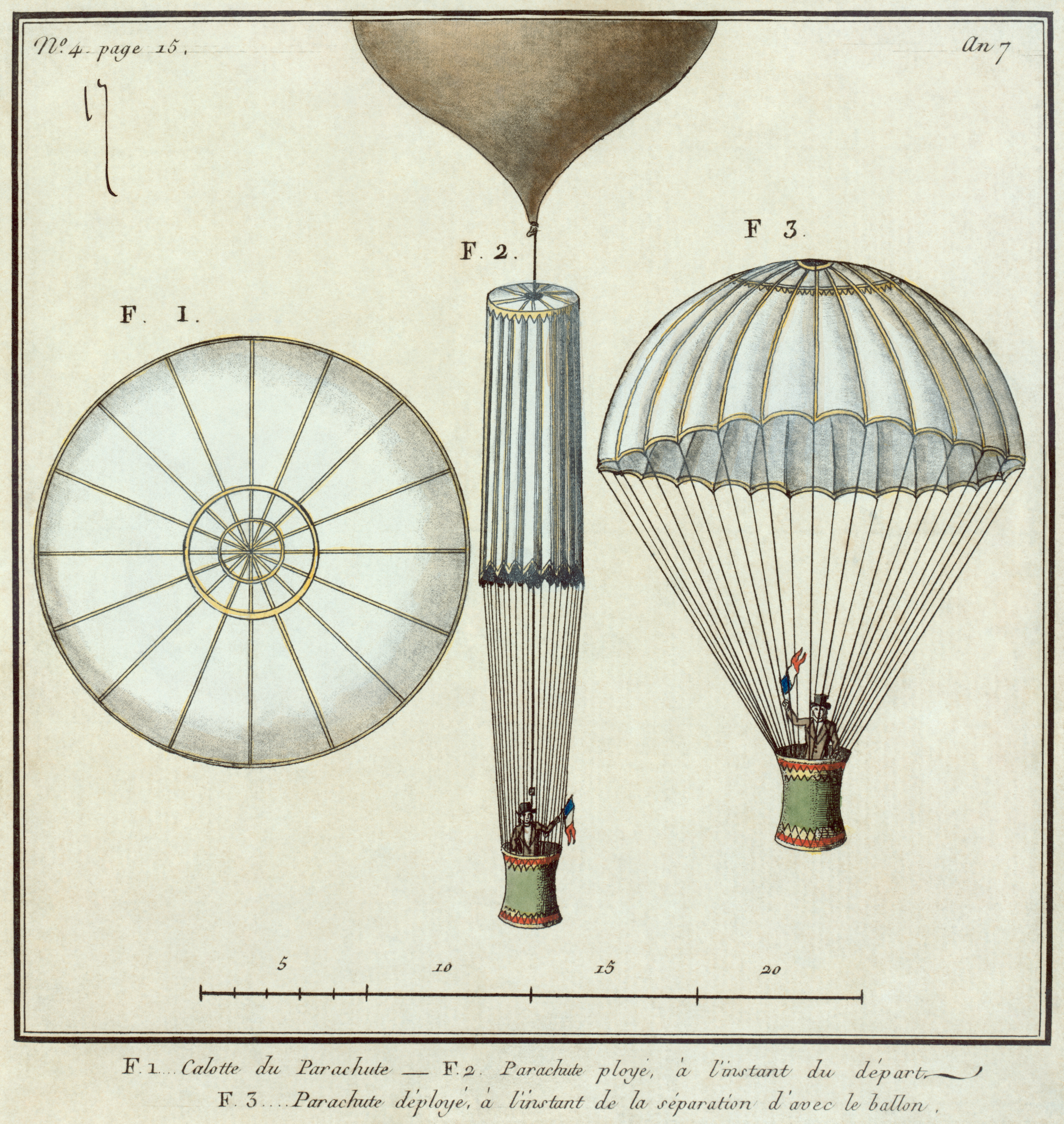
Representação esquemática do paraquedas de Garnerin, de uma ilustração início do século XIX

O paraquedas moderno foi inventado pelo francês Louis-Sébastien Lenormand, que fez um salto pela primeira vez em público em 1783. Lenormand também esboçou o seu dispositivo de antemão. Dois anos depois, Lenormand inventou a palavra "paraquedas" por hibridação.
Também em 1785, Jean-Pierre Blanchard demonstrou como um meio seguro de desembarcar de um balão de ar quente. Enquanto primeiras demonstrações de Blanchard de paraquedas foram realizadas com um cachorro como o passageiro, mais tarde ele teve a oportunidade de experimentá-lo nele mesmo em 1793 quando seu balão de ar quente rompeu e ele usou um paraquedas para escapar.
Um desenvolvimento posterior do paraquedas focado nisso tornando-se mais compacto. Enquanto o paraquedas no início era feito de linho esticado sobre uma moldura de madeira, no final da década de 1790, Blanchard começou a fazer paraquedas de seda dobrada, aproveitando a força de seda e peso leve. Garnerin também inventou o paraquedas ventilado, o que melhorou a estabilidade da queda.

#### Vésperas da Primeira Guerra Mundial
Em 1911, um teste bem sucedido foi feito com um boneco na Torre Eiffel, em Paris. O peso do boneco era de 75 kg, e o peso do paraquedas era 21 kg. Os cabos entre a marioneta e o paraquedas tinham 9 m de comprimento. No ano seguinte, Franz Reichelt saltou da torre demonstrando seu paraquedas, mas faleceu na queda.
Também no mesmo ano, Grant Morton deu o seu primeiro salto de paraquedas de um avião, um Wright Modelo B, em Venice (Califórnia). O piloto do avião foi Phil Parmalee. Paraquedas de Morton era do tipo "jogar fora", onde ocupou a calha em seus braços quando ele saiu da aeronave. No mesmo ano, o russo Gleb Kotelnikov inventou o paraquedas-mochila, embora Hermann Lattemann e sua esposa Käthe Paulus saltaram com paraquedas ensacado na última década do século XIX
Em 1912, numa estrada perto de Tsarskoye Selo, São Petersburgo, Kotelnikov demonstra com sucesso os efeitos de travagem de paraquedas ao acelerar um automóvel à velocidade máxima, e em seguida, abrindo um paraquedas anexado ao banco de trás, assim inventando também o paraquedas que atualmente é usado para travar veículos a jato.
Štefan Banič, na Eslováquia, inventou o paraquedas usado ativamente, patenteado em 1913. Em 21 de junho de 1913, Tiny Broadwick tornou-se a primeira mulher a saltar de paraquedas de uma aeronave em movimento, em Los Angeles.

#### Primeira Guerra Mundial
O primeiro uso militar para o paraquedas foi para uso de detectores de artilharia amarrados em balões de observação na Primeira Guerra Mundial. Estes foram alvos tentadores para os aviões de combate do inimigo, embora difícil de destruir, devido às suas pesadas defesas antiaéreas. Porque eles eram difíceis de escapar, e perigoso quando em chamas devido a sua inflação de hidrogênio, observadores os abandonam e descem de paraquedas, logo que aeronaves inimigas forem vistas. A equipe de terra, então, tentar recuperar e desinflar o balão o mais rápido possível. A parte principal do paraquedas ia em um saco suspenso a partir do balão com o piloto vestindo apenas um cinto simples na cintura, que foi anexado ao paraquedas principal. Quando a equipe do balão saltou a parte principal do paraquedas foi retirado do saco de aproveitar a tripulação da cintura, primeiro as linhas de mortalha, seguido do velame principal. Este tipo de paraquedas foi adotado pela primeira vez em larga escala pelos alemães para as suas tripulações de balão de observação, e depois pelos britânicos e franceses para as suas tripulações balão de observação. Embora este tipo de unidade funcionasse bem em balões tinha resultados mistos quando usado em aeronaves de asa fixa pelos alemães onde o saco foi armazenado em um compartimento atrás do piloto. Em muitos casos em que não funcionaram as linhas mortalha tornou-se enredado com a aeronave girando. Embora diversos pilotos de caça alemães famosos tivessem sido salvos por esse tipo de paraquedas, incluindo Hermann Göring, sem paraquedas foram emitidos para aliados "mais pesado que o ar" da tripulação, já que foi pensado na altura que, se um piloto tinha um paraquedas, ele iria saltar do avião, quando bateu em vez de tentar salvar o avião. Como resultado, o piloto de um avião com deficiência só tinha três opções:. tentar aterrar a sua máquina para o solo, muitas vezes queimadas vivas com ele; salto de vários milhares de pés, ou cometer suicídio utilizando um revólver padrão emitido.

## Evolução
Com a formação de unidades especializadas em salto (paraquedistas) a Força Aérea de quase todos os países dispõe assim de uma possibilidade de colocar tropas no solo a partir do céu, possibilitando-as de serem transportadas mais rapidamente.
Com novas opções de utilização do paraquedismo, começaram a aparecer várias modalidades desportivas, e o paraquedas evoluiu em vários sentidos: de abertura automática (tipicamente para uso militar)
| |                                                     |                                                                                               |                                                        |
| Fallschirmjägers (paraquedistas militares alemães) saltando sobre Creta, em maio de 1941, durante a Batalha de Creta. | Paraquedista dos Marines com um paraquedas militar. | Militares a usar o paraquedas de abertura automática, lançados a partir de um Hércules C-130. | Um paraquedista da equipa Leap Frogs (Marinha dos EUA) |

## Tipos de paraquedas

### Abertura automática
Este tipo de paraquedas está preparado para ser engatilhado por um gancho que, amarrado a um cabo resistente, irá abrir o paraquedas depois do salto com a tensão no cabo resultante do afastamento do paraquedista em relação ao avião. Este tipo de paraquedas permite, assim, saltos de baixa altitude, já que o paraquedas é aberto quase instantaneamente.
Este tipo não é muito manobrável e é utilizado especialmente para a largada de militares em alvos bem específicos.

### Parapente

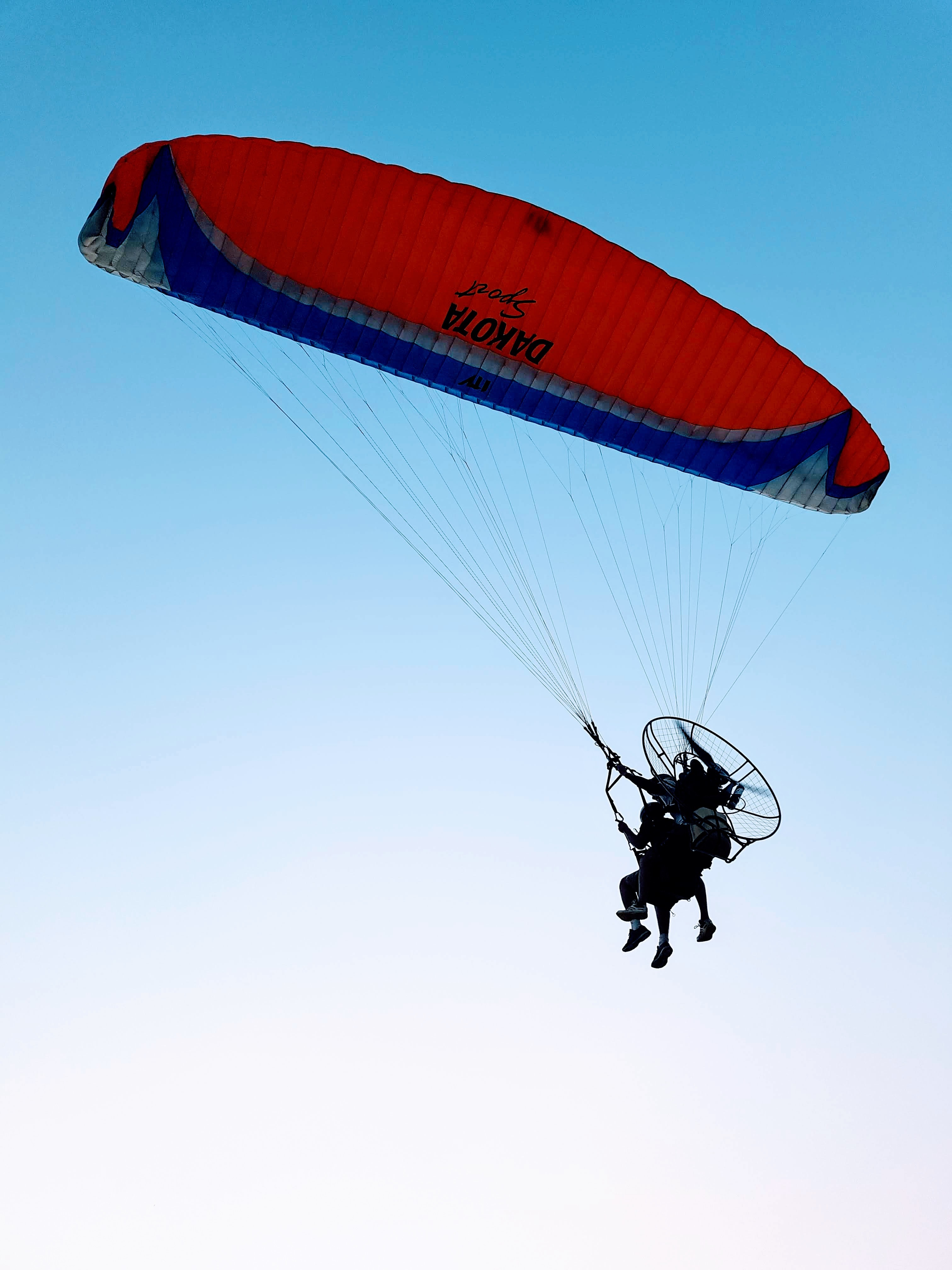
Pouso de um parapente.

O parapente é um planador ultra leve flexível que evoluiu do paraquedas. Apesar dessa ideia ter pertencido inicialmente ao americano Barish, foram três paraquedistas franceses que iniciaram a modalidade em Mieussy. Parapente é a junção de "Para" de paraquedistas com o termo "pente", que em francês significa encosta. Evoluindo do paraquedismo, o parapente passou a integrar os desportos aéreos de voo livre conjuntamente com a asa delta e o planador.
Para uma maior segurança do paraquedista, existe um dispositivo de abertura automática do paraquedas (DAA ou Automatic Activation Device - AAD em inglês), existindo em diversos modelos (Cypress, FXC e Vigil entre outros) de diferentes fabricantes. É um altímetro digital e velocímetro que, em queda livre, estabelece uma relação entre altitude e velocidade e estipula uma altura mínima para abertura do paraquedas, ou seja, se por acaso o paraquedista enfrentar problemas no salto, tal como desmaios ou um Twist muito intenso, ao chegar a altitude pré-determinada o paraquedas reserva é acionado automaticamente.